# Robert van Tarente
Robert van Tarente (circa 1319 - Napels, 10 september 1364) was van 1332 tot 1346 vorst van Tarente, van 1332 tot aan zijn dood vorst van Achaea en van 1346 tot aan zijn dood titelvoerend keizer van het Latijnse Keizerrijk. Hij behoorde tot het huis Anjou-Sicilië.

## Levensloop
Robert was de oudste zoon van vorst Filips I van Tarente en Catharina van Valois, dochter van graaf Karel van Valois. Na het overlijden van zijn vader in 1332 werd hij onder het regentschap van zijn moeder vorst van Tarente en koning van Albanië, waardoor hij leenheer werd van het vorstendom Achaea. Zijn oom Jan van Durazzo, vorst van Achaea, weigerde hem echter te huldigen. Zijn moeder Catharina sloot daarop een compromis met Jan: in ruil voor het koninkrijk Albanië moest Jan het vorstendom Achaea afstaan aan Robert. Deze ruilhandel werd in 1333 aanvaard door paus Johannes XXII en in 1338 door koning Robert van Napels. Na het overlijden van zijn moeder in 1346 erfde hij de inhoudsloze titel van keizer van het Latijnse Keizerrijk, waarna hij het vorstendom Tarente afstond aan zijn broer Lodewijk. 
Aan het hof van koningin Johanna I van Napels nam Robert deel aan intriges en was hij in 1345 vermoedelijk betrokken bij de moord op Johanna's eerste echtgenoot Andreas van Calabrië. Toen Johanna in 1347 met Roberts broer Lodewijk huwde, slaagde hij erin om de functie van kapitein-generaal van Napels te verwerven. Toen koning Lodewijk I van Hongarije later dat jaar Napels binnenviel, bleef Robert in het koninkrijk, terwijl Lodewijk en Johanna naar de Provence vluchtten. Hoewel Robert Lodewijk als soeverein erkende, werd hij gevangengenomen en in Hongarije opgesloten. Na zijn vrijlating in 1352 trok hij zich terug op zijn Griekse domeinen en verwierf hij de controle over Korfoe, Kefalonia en Zakynthos. 
Op 9 september 1347 huwde hij in Napels met Maria van Clermont (1315-1387), dochter van hertog Lodewijk I van Bourbon. Het huwelijk bleef kinderloos. Robert stierf in 1364, waarna hij als vorst van Tarente en als titelvoerend keizer van het Latijnse Keizerrijk werd opgevolgd door zijn broer Filips II. Hij werd bijgezet in de Kerk van San Giorgio Maggiore.